# 견초
견초(牽招, ? ~ ?)는 중국 후한 말 ~ 삼국시대의 무장이자 정치가로, 자는 자경(子經)이며 기주(冀州) 안평군(安平郡) 관진현(觀津縣) 사람이다. 《삼국지연의》에는 등장하지 않는다.

## 생애

### 조조를 섬기기 전의 행적
같은 현 사람 악은(樂隱)의 밑에서 수학하였으며, 악은이 거기장군(車騎將軍) 하묘(何苗)의 장사(長史)가 되자 견초도 따라가 하묘를 섬겼다.
중평(中平) 6년(189년), 낙양(洛陽)의 동란 속에서 악은과 하묘가 죽자 다른 문하생들과 함께 악은의 관을 들고 귀향하려 하였다. 도중에 도적을 만났는데, 다른 문하생들은 모두 죽임을 당했지만 견초는 관을 붙잡고 보내달라고 울며 부탁하였다. 도적은 견초의 용기를 가상하게 여겨 풀어주었다.
그 후, 기주목(冀州牧) 원소(袁紹)의 밑에서 독군종사(督軍從事=군의 감찰관)가 되었는데 견초는 원소의 측근이 법령을 어기자 법에 따라 처형한 이후에 원소에게 보고했다. 원소는 이런 견초의 생각을 기특하게 여겼고, 이 행동을 죄로 보지 않았다고 한다. 견초는 또한 오환돌기(烏丸突騎)를 통솔했다.
조조가 원담을 공격할 때 오환이 원담을 돕는 것을 막기 위해 원소의 대에 오환을 상대한 경험이 있는 견초가 유성에서 그들을 막았으며, 견초가 도착하자 소복연(蘇僕延)이 5천의 기마를 원담에게 보내려고 하고 있었는데 마침 공손강(公孫康)도 한충(韓忠)을 소복연에게 보내 선우의 인수를 전하러 왔기에 소복연은 한충과 견초를 불러 모두 한 자리에 모이게 해 견초에게 질문했다.
| “ | 예전에 원소가 천자의 명을 받았다고 말해 나를 선우로 임명했소. 그런데 이제 조조가 다시 천자에게 아뢰어 나를 진짜 선우로 삼는다 말하고 요동의 공손강 또한 선우 인수를 가지고 왔소. 사정이 이와 같으니 셋 중에서 어떤 것이 진짜요? | ” |

견초는 이렇게 말했다.
| “ | 예전에는 원소가 승제(承制)해 임명할 수 있었습니다. 그러나 원공이 중간에 잘못을 범해 천자께서 조공에게 명해 이를 대신하게 했고, 조공이 말하길 응당 천자에게 아뢰어 다시 진짜 선우로 삼아야 된다 하셨으니 이것이 옳습니다. 요동은 황제에게 속한 아래의 군이니 어찌 함부로 참칭해 배가할 수 있겠습니까? | ” |

이것을 들은 한충 또한 지지 않고 말했다.
| “ | 우리 요동은 창해의 동쪽에 있어 백만 군사를 끼고 또한 부여, 예맥을 부리고 있소. 당금의 형세는 강한 자가 우선이니 어찌 조조만 유독 옳단 말이오? | ” |

이에 견초가 크게 노하여 한충을 꾸짖으며 말했다.
| “ | 조공은 진실되고 공손하며, 명철하고 천자를 보좌하고 떠받들어 모시며 반란자는 치고 복종하는 자는 어루만져 사해를 편안하고 고요하게 했다. 너희 군신이 어리석고 간사해 지금 지세가 험하고 멀다는 것을 믿고 왕명을 위배해 함부로 임명하면서 황제의 존엄을 모욕하니 바야흐로 도륙되어야 마땅한데, 어찌 감히 대인(조조)을 업신여기고 헐뜯는가? | ” |

그는 곧바로 한충의 머리를 땅에다 박고 칼을 뽑아 목을 베려고 했으나 소복연의 만류로 견초는 곧 자리로 돌아가 소복연에게 앞으로 천하가 어떻게 될지를 설명해 소복연은 한충을 돌려보내고 원담을 구원하기 위해 준비한 기병을 해산시켰다고 한다.
건안(建安) 7년(202년) 5월, 원소가 죽자 원소의 삼남 원상(袁尙)을 섬겼다.

건안 9년(204년), 조조(曹操)가 업(鄴)을 공격했다. 원상은 견초를 사촌형인 병주자사(幷州刺史) 고간(高幹) 에게 보내 군량의 수송을 감독하게 했다. 원상이 불리해지자 견초는 고간에게 원상을 도울 것을 권하였으나, 자립을 꾀하고 있던 고간은 이를 듣지 않았으며 오히려 은밀히 견초를 죽일 계획을 세웠다. 견초는 이를 눈치채고 가까스로 피신하였으나, 갈 길이 막혀 원상에게 돌아갈 방법이 없었으므로 어쩔 수 없이 조조에게 투항하여 기주종사(冀州從事)가 되었다.

### 조조 휘하에서의 행적
그로부터 얼마 후, 조조는 자신에게 반기를 든 원담(袁譚)을 지원하는 소복연(蘇僕延)을 설복시키기 위해 견초를 유성(柳城)으로 보냈다.
한편, 공손강(公孫康)의 부하 한충(韓忠)은 소복연에게 선우(單于) 인수를 수여하려고 하였는데 유성에서 견초를 만났다. 한충은 "우리 요동은 백만의 군대를 거느리고 부여와 예맥을 다스리며 지금 천하의 형세는 강대한 자가 위에 있다." 라고 말하며 공손강의 정통성을 주장했는데, 이에 몹시 화가 난 견초는 그 자리에서 한충을 걷어차 머리를 땅에 박고 베어 죽이려고 하였다. 소복연이 이를 극구 말렸으므로 견초는 칼을 거두었고, 견초의 설득 끝에 소복연은 조조에게 항복했다.
건안 10년(205년), 원담이 토벌된 후 견초는 군모연(軍謀掾)에 임명되었으며 오환(烏丸) 정벌에 종군하여 유성에서 오환교위(烏丸校尉)에 임명되었다.

건안 12년(207년), 공손강이 원상과 원희(袁熙)을 죽여 수급을 보냈다. 조조는 감히 원상을 위해 곡을 하는 자는 참수하겠다고 엄명했으나, 견초는 원상의 수급을 보고 슬피 울며 그 머리 아래에서 제사를 지냈다. 조조는 그의 충절을 높이 기렸으므로 결국 견초를 벌하지 않고, 무재(茂才)로 천거하였다.

건안 20년(215년), 한중(漢中) 정벌에 종군하였으며, 평정된 후 조조에 의해 중호군(中護軍)에 임명되어 사무를 맡았다. 임무를 끝마친 후 업으로 돌아와 평로교위(平虜校尉) 겸 도독청서주제군사(都督靑徐州諸軍事)에 임명되었다.

### 위왕조에서의 행적
황초(黃初) 원년(220년), 조비(曹丕)의 즉위와 함께 사지절호선비교위(使持節護鮮卑校尉)가 되어 창평(昌平)에 주둔하였다. 견초는 관대한 정치를 펼쳐, 한족(漢族)과 이민족을 가리지 않고 귀순하는 자들을 모두 받아들였다.

그 후 우중랑장(右中郞將) 겸 안문태수(雁門太守)가 되어 뛰어난 정치 수완을 발휘하는 한편, 운중군(雲中郡)에서 선비(鮮卑) 대인(大人) 가비능(軻比能)을 격파하였다.
황초 7년(226년), 조예(曹叡)가 즉위하였다. 조예는 견초를 관내후(關内侯)에 봉했다.
태화(太和) 2년(228년), 호오환교위(護烏丸校尉) 전예(田豫)가 마읍성(馬邑城)에서 가비능에게 포위당하자 견초는 군세를 이끌고 전예를 구원하는 한편 가비능을 격파하였다. 그 후, 촉(蜀)의 제갈량과 제휴를 맺은 가비능을 완전히 토벌하기 위해 계획을 세우던 도중 죽었다.

## 견초의 친족관계
초(招)┳가(嘉)━수(秀)

　　　┗홍(弘)